# Chiara Spinucci
Chiara Spinucci, contessa di Lusazia (Fermo, 26 agosto 1741 – Porto San Giorgio, 23 novembre 1792), è stata una nobildonna italiana.

## Biografia
Figlia del conte Giuseppe Spinucci (1707-1783) e di Beatrice Vecchi-Buratti (1718-1803), sorella del Cardinale Domenico Spinucci, dopo aver trascorso alcuni anni nelle Corti europee, accompagnata dal padre, andò in sposa a Francesco Saverio di Sassonia, figlio secondogenito del re Augusto III di Polonia.
Nell'ottobre 1791 ritornò, a seguito degli eventi rivoluzionari in Francia, alla casa natale di Fermo, con 4 sue figlie e 6 servitori.
Morì nel Porto di Fermo, oggi Porto San Giorgio, il 23 novembre 1792.

## Discendenza
Dal loro matrimonio, inizialmente morganatico (1763) e poi ufficializzato nel 1765, nacquero 10 figli, conosciuti come conti e contesse di Lusazia:
- Ludovico Ruperto Giuseppe Saverio[1] (Dresda, 27 marzo 1766 – Pont-sur-Seine, 22 agosto 1782);
- Clara Maria Augusta Beatrice (Dresda, 27 marzo 1766 – Dresda, 18 novembre 1766), gemella di Ludovico;
- Giuseppe Saverio Carlo Raffaele Filippo Benno (Dresda, 23 agosto 1767 – Teplice, 26 giugno 1802),[1] chiamato Le Chevalier de Saxe, morì in duello contro il principe russo Nicola Ščerbatov;
- Elisabetta Ursula Anna Cordula Saveria (Dresda, 22 ottobre 1768 – Dresda, 3 maggio 1844), conosciuta come Mademoiselle de Saxe; l'8 novembre 1787 sposò Henri de Preissac,[1] duca d'Esclignac;
- Maria Anna Violante Caterina Marta Saveria (Siena, 20 ottobre 1770 – Roma, 24 dicembre 1845), il 15 ottobre 1793 sposò don Paluzzo Altieri, V principe di Oriolo;[1]
- Beatrice Maria Francesca Brigitta (Chaumot, 1º febbraio 1772 – Dresda, 6 febbraio 1806), sposò il 18 febbraio 1794 don Raffaele Riario-Sforza,[1] marchese di Corleto;
- Cunegonda Anna Elena Maria Giuseppa (Chaumot, 18 marzo 1774 – Roma, 18 ottobre 1828), nel 1795 sposò il marchese Giovanni Patrizi Naro Montoro;[1]
- Maria Cristina Sabina (Pont-sur-Seine, 30 dicembre 1775 – Roma, 20 agosto 1837), il 24 marzo 1796 sposò don Massimiliano Camillo VIII Massimo, I principe di Arsoli;[1]
- figlio nato morto (Pont-sur-Seine, 22 dicembre 1777);
- Cecilia Maria Adelaide Augustina (Pont-sur-Seine, 17 dicembre 1779 – Pont-sur-Seine, 24 giugno 1781).

## Monumento funerario
Il marito Francesco Saverio commissionò allo scultore Domenico Cardelli (1767-1796) un monumento funerario, collocato nel Duomo di Fermo, ancora oggi visibile.
I busti dei coniugi Francesco Saverio e Chiara sono conservati nel Palazzo dei Priori di Fermo.